# Purgatorio - Canto diciassettesimo
Il canto diciassettesimo del Purgatorio di Dante Alighieri si svolge sulla terza cornice, ove espiano le anime degli iracondi; siamo alla sera dell'11 aprile 1300 (Lunedì dell'Angelo), o secondo altri commentatori del 28 marzo 1300.

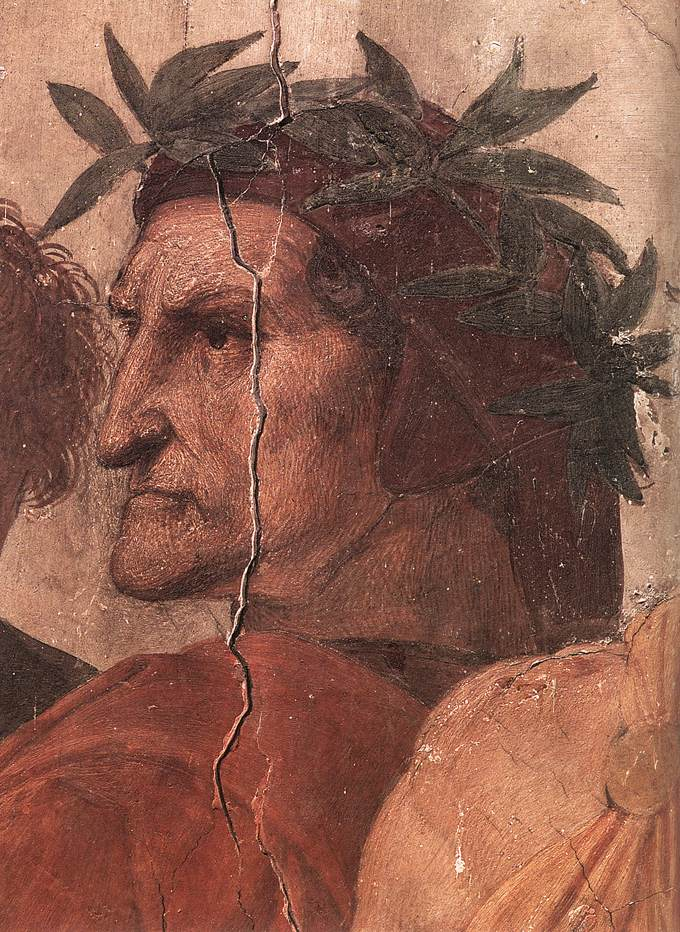
Dante ritratto da Raffaello Sanzio

Il canto si può suddividere in due parti principali, entrambi di circa settanta versi: la prima è essenzialmente narrativa, la seconda didascalica.

## Incipit
(Anonimo commentatore dantesco del XIV secolo)

## Temi e contenuti

### Visioni di ira punita - versi 1-39
«Poi piovve dentro a l'alta fantasia»
(Dante, Purgatorio XVII, 25)

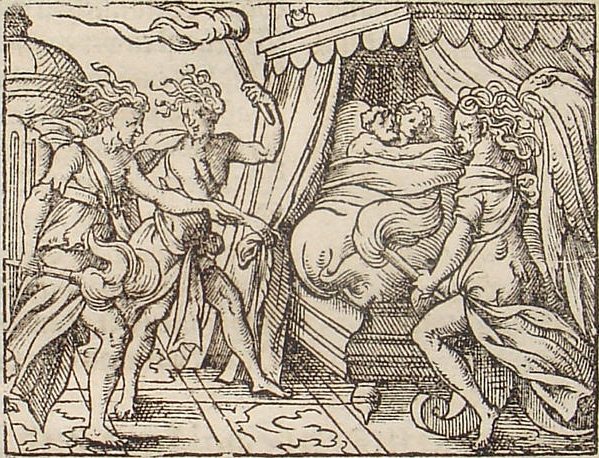
Le Eumenidi intorno al letto di Tereo e Progne, come illustrate da Virgil Solis.

Dante inizia descrivendo, come al solito in modo molto attento e curato con tanto di similitudini realistiche con la vita quotidiana, il sole che tramonta sulla montagna del Purgatorio, visto all'uscita della densa nube di fumo nella quale era immersa la terza cornice (cfr. canti XV e XVI). Gli compaiono quindi gli esempi classici e biblici di ira punita, conformemente alla consuetudine secondo cui all'uscita di una cornice vede esempi del peccato che vi si espiava (e all'inizio invece della virtù complementare), che egli vede in visione estatica come gli esempi di mansuetudine.
- Il primo esempio è quello di Progne, trasformata in usignolo (secondo il mito in rondine) per essersi vendicata del marito Tereo - che aveva violentato la sorella di lei Filomela - facendogli mangiare le carni del figlio Itis, episodio tratto dalle Metamorfosi di Ovidio.
- Il secondo esempio è quello di Aman, ministro del re persiano Assuero (identificato con Serse I), crocifisso per aver voluto uccidere il giusto Mardocheo zio della regina Ester, episodio tratto dal Libro di Ester dell'Antico Testamento (nel quale Aman viene impiccato).
- Il terzo esempio è quello di Amata, madre di Lavinia suicidatasi per la rabbia provocatale dalla morte di Turno e dal fatto che quindi la figlia Lavinia dovrà sposare Enea, episodio tratto dall'Eneide XII, ma narrato secondo il punto di vista della fanciulla.

In tutti e tre i casi notiamo come Dante non sia passivo nei confronti delle sue fonti, ma anzi le rielabori con libertà a seconda del particolare significato che vuole loro attribuire o semplicemente per esigenze poetiche.

### L'angelo della pace - vv. 40-75
La visione estatica di Dante viene interrotta dal comparire di un essere luminosissimo, più forte della luce del sole: è la luce dell'angelo della mansuetudine, che indica ai poeti la via per salire alla quarta cornice (ove viene espiata l'accidia) e con un battito d'ali toglie dalla fronte di Dante la terza P, cantando la settima beatitudine (dal Vangelo secondo Matteo, V) "Beati pacifici".
I due iniziano quindi a salire, ma arrivati in cima alla scala si devono fermare perché è ormai troppo buio: come aveva spiegato Sordello nel canto VII, con le tenebre non si può proseguire nel cammino di espiazione. Virgilio ne approfitta allora per spiegare a Dante la teoria dell'amore su cui si basa la costruzione morale del Purgatorio.

### Dottrina dell'amore e ordinamento del purgatorio - vv. 76-139
Nessuna creatura (cioè nessun uomo), così come il suo Creatore (Dio), fu mai senza amore, amore che può essere di due tipi: "naturale" oppure "d'animo". Nel primo caso esso è istintivo e quindi sempre giusto; nel secondo caso esso è d'elezione, di volontà, cioè scelto dal soggetto: questo amore può quindi essere sbagliato, per tre ragioni diverse: può peccare per "malo obietto", cioè perché rivolto al male, «o per troppo [vigore nei confronti dei beni terreni] o per poco di vigore [nei confronti di Dio]» (Purgatorio XVII,96). Finché l'amore è indirizzato al Primo Bene, cioè a Dio, e si mantiene nei giusti limiti verso gli altri beni, non può errare, ma quando si volge al male oppure eccede la misura (in troppo o in troppo poco), allora la creatura opera contro il Creatore.
Ora, contro chi è rivolto l'amore per il male? Non contro sé stessi, perché nessuno può volere il male di ciò che ama (e si parte dal presupposto che nessuno può odiare sé stesso, cosa a cui hanno obiettato alcuni commentatori ricordando l'episodio dei suicidi che appunto compiono il male su di sé), né contro Dio, dal momento che non si può concepire un Essere diviso dal Primo Essere, cioè nessuno può pensarsi diviso da Dio. Ne consegue che, se si ama il male, si ama il male del prossimo, e questo amore del male rivolto contro il prossimo nasce in tre modi:
- nei superbi, nasce dal desiderio di sormontare gli altri, e quindi di opprimerli;
- negli invidiosi, nasce dal timore di perdere fama o potere per il fatto che qualcun altro s'innalzi, e quindi si rallegra del suo male;
- negli iracondi, nasce dallo sdegno per il male ricevuto e quindi dalla sete di vendetta.

Questi tre amori del male sono espiati nelle tre cornici appena passate; ora rimane l'amore che è volto verso il bene ma in modo sbagliato:
- c'è l'amore del bene a cui ci si rivolge con pigrizia o con eccessiva lentezza, ed è l'accidia espiata nella cornice nella quale i due stanno per entrare;
- c'è infine l'amore che si rivolge con eccessivo impeto al bene terreno, che si espia nelle ultime tre cornici che Dante vedrà in seguito (cioè l'amore rivolto al denaro, espiato dagli avari nei canti XIX, XX e XXI; l'amore rivolto al cibo, espiato dai golosi nei canti XXII, XXIII e XXIV; l'amore rivolto all'amore, espiato dai lussuriosi nei canti XXV e XXVI).

## Analisi del canto
Esso pone in evidenza la dottrina tomistica dell'amore che è qui esposta, e che si rispecchia nell'ordinamento del Purgatorio: questo canto poi può essere messo in parallelo con l'undicesimo dell'Inferno, dove, pure approfittando di una sosta obbligata, veniva spiegato l'ordinamento morale dell'Inferno. Quest'ultimo si fonda sulle tre disposizioni che inducono l'uomo a peccare, cioè l'incontinenza, la malizia, la bestialità, così come spiega Aristotele nell'Etica Nicomachea; e a questa tripartizione rispondono nel Purgatorio sette cornici, che ovviamente corrispondono ai sette peccati capitali, anche se anche qui si può notare la presenza del numero tre, che si articola in tre amori peccaminosi "per malo obietto" vs tre amori peccaminosi per "troppo di vigore" nei beni terreni, e tra di essi un amore invece insufficiente. L'organizzazione del Purgatorio secondo i peccati capitali è verosimilmente tratta dal Moralia in Iob di Gregorio Magno.
Charles Singleton scoprì una numerologia di tutta la Divina Commedia centrata su questo canto.